# Риггс, Дерек
Де́рек Риггс (англ. Derek Riggs; род. 13 февраля 1958, Портсмут, Великобритания) — английский художник, в основном известный оформлением конвертов альбомов различных рок-групп, в частности Iron Maiden, для которой он создал и разработал узнаваемого маскота Эдди.

## Биография
Дерек Риггс родился близ Портсмута в семье кочующих цыган. Он появился на свет в фургоне, но уже с того времени, когда Дереку Риггсу исполнилось три года, его семья стала оседлой. Как вспоминал художник, его жизнь в детстве была очень скучной и чтобы занять себя, он читал и рисовал. Позднее Риггс начал учиться на художника в школе Ланчестер Политехникс в Ковентри, но после одного семестра, его попросили оставить школу.
В 1978 году молодой художник поселился в Лондоне, и начал предлагать свои работы различным студиям звукозаписи. Первой его известной работой стало оформление конверта джаз-фьюжн альбома дуэта Дика Морриси и Джима Муллена Cape Wrath 1979 года. В то же время, менеджер Iron Maiden Роб Смоллвуд искал подходящего иллюстратора для дебютного EP группы The Soundhouse Tapes. В одном из офисов EMI Роб Смоллвуд наткнулся на развешанные по стенам работы Дерека Риггса к джазовым альбомам и заинтересовался портфолио художника. На просмотр Дерек Риггс, поколебавшись, взял рисунок, который станет вскоре одним из самых узнаваемых маскотов в мире.
Прообраз Эдди возник у художника года за полтора до встречи с Iron Maiden. Образ был взят с фотографии, которую Дерек Риггс увидел ещё в 15-летнем возрасте в журнале Time, на которой была запечатлена полусгнившая, полузасохшая голова мёртвого солдата, с остатками волос. Тогда фотография послужила основой для фотоколлажа, а затем Дерек Риггс нашёл этот коллаж и использовал его для рисунка. Он одел солдата в футболку и поместил его среди городских улиц. Поскольку в то время и на сцене, и в жизни господствовал панк, голова обзавелась короткими, торчащими вверх рыжими волосами. По словами художника, это был эксперимент в области символизма, картина символизировала загубленную обществом молодость. Некоторое время она была у агентов, но затем была возвращена, поскольку по мнению агентов не имела коммерческого потенциала. Называлась картина «Электрический Мэттью говорит привет» (англ. Electric Matthew Says Hello).

На этой обложке логотип художника расположен на треугольной пластине на груди Эдди

Дерек Риггс, собрав портфолио, отправился в Wessex Recording Studio, где репетировала группа. Участникам Iron Maiden работа художника очень понравилась, и было решено разместить Эдди на обложке дебютного альбома группы, дополнив его длинными волосами, что больше подходило к хеви-метал. С тех пор Эдди стал неотъемлемым атрибутом Iron Maiden. Первым его появлением на обложке стал сингл Running Free.
В конце 1981 года Дерек Риггс подписал контракт с Iron Maiden, по которому он не имел права оформлять конверты для кого-то ещё. До подписания этого контракта Дерек Риггс выполнил только две работы: альбом RX5 Элвина Ли и альбом Nightflight группы Budgie. Таким образом, в течение 1980-х годов Дерек Риггс выполнял всю художественную работу для Iron Maiden: альбомы, постеры, открытки, футболки, эскизы декораций.

Подпись художника

По словам художника, через десять лет работы ему стало скучным работать над Эдди, поскольку все хорошие идеи уже были использованы. Члены группы и менеджмент, за редкими исключениями (Piece of Mind) не привносили идей, ограничиваясь общими указаниями. Так, для альбома Somewhere in Time указания были в виде «Мы хотим город типа как в фильме «Бегущий по лезвию», а для альбома Seventh Son of a Seventh Son ещё меньше: «Мы хотим одну из твоих странных сюрреалистических штучек». Имело место также определённое недовольство художника недооценкой его вклада в успех группы и Дерек Риггс почти перестал привносить свои идеи, из-за чего работы конца 80-х несколько скучноваты.  
В начале 1990-х контракт был прекращён. В дальнейшем Дерек Риггс оформил много альбомов для различных исполнителей, включая сольные альбомы Брюса Дикинсона. Кроме этого, в послужном списке художника имеется оформление альбомов для таких групп, как Gamma Ray, Stratovarius, Zonata и других. При этом продолжалось эпизодическое сотрудничество с Iron Maiden, так художник в 1993 году оформил альбомы A Real Dead One и A Real Dead Two, сингл Hallowed Be Thy Name, в 1996 году сборник Best of the Beast, в 1998 году два варианта синглов The Angel and the Gambler, отметился на обложке альбома Brave New World (Дерек Риггс нарисовал на обложке небо в тучах, из которых состоит лицо Эдди), а также рисовал постеры, афиши и т.п.
Последней работой художника для альбома Iron Maiden остаётся обложка для сборника Somewhere Back in Time — The Best of: 1980—1989. Любимыми работами художника для Iron Maiden являются альбомы Somewhere in Time, A Real Live One, синглы Sanctuary, Bring Your Daughter… to the Slaughter, Can I Play with Madness, The Clairvoyant. На обложках альбомов Iron Maiden, подготовленных Дереком Риггсом, можно видеть его логотип, вписанный в общую картину.

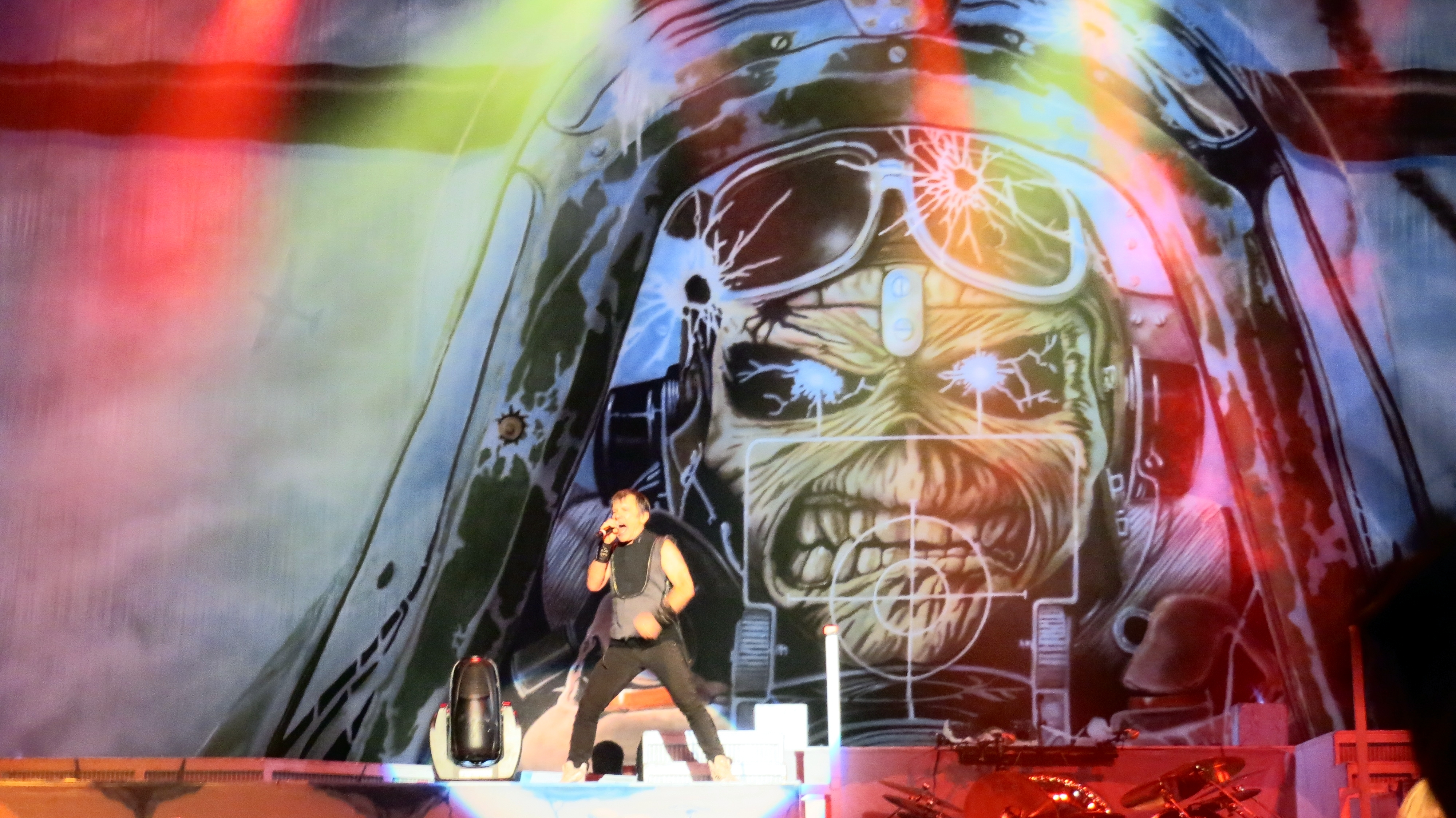
Эдди как декорация на концерте, 2012 год

Дерек Риггс работает в любой технике, которая ему удобна и является подходящей для работы. Он пишет акриловыми и масляными красками, использует фотографии и фотоколлажи. С 2000-х годов художник использует компьютер Macintosh. Он считает, что метод исполнения совершенно неважен, главное — это донести тот образ, который задумал художник. При этом он полагает, что для подготовки хорошего конверта не обязательно, чтобы музыка нравилась художнику, достаточно общего представление о теме альбома.
Дерек Риггс живёт в уединении, далеко от города, на досуге пишет научно-фантастическую книгу, записывает синтезаторную музыку, которую надеется продать, и принимает заказы на оформление конвертов альбомов.